# Deutsche Poolbillard-Meisterschaft 1976
Die Deutsche Poolbillard-Meisterschaft 1976 war die dritte Austragung zur Ermittlung der nationalen Meistertitel der Herren in der Billardvariante Poolbillard. Es wurden die Deutschen Meister in den Disziplinen 14/1 endlos, 8-Ball-Pokal (beide in Iserlohn) und 8-Ball (in Übach-Palenberg) ermittelt.

## Medaillengewinner
| Disziplin    | Gold                        | Silber                              | Bronze                  | 4. Platz                    |
| ------------ | --------------------------- | ----------------------------------- | ----------------------- | --------------------------- |
| 14/1 endlos  | William Laake               | Udo Mörs                            | Werner Klinkhammer      | Karl-Heinz Lüttgens         |
| 8-Ball       | Willi Kühn                  | Dieter Schwabe                      | Friedhelm Dickmann      | Jakob Müller                |
| 8-Ball-Pokal | Willi Wahl (1. PBC Frechen) | Heinz Wirbitzki (1. PBC Berrenrath) | Jörg Bortius (Saarland) | Inderfurth (1. PBC Neuwerk) |